# The Last of Her Tribe
The Last of Her Tribe è un cortometraggio muto del 1912 diretto da Colin Campbell. Di genere western, aveva come interpreti Tom Santschi, William Hutchinson, Wheeler Oakman, Bessie Eyton.

## Produzione
Il film fu prodotto dalla Selig Polyscope Company.

## Distribuzione
Distribuito dalla General Film Company, il film - un cortometraggio di una bobina - uscì nelle sale cinematografiche statunitensi il 20 dicembre 1912.